# Briar (software)
Briar es una tecnología de software en red mallada y de código abierto para Android, destinada a proporcionar comunicaciones de peer-to-peer seguras y resistentes sin servidores centralizados y con una dependencia mínima de la infraestructura externa. Las conexiones se realizan a través de Bluetooth, WiFi o Internet a través de Tor y todas las comunicaciones privadas están cifradas de extremo a extremo. El contenido relevante se almacena en forma cifrada en los dispositivos participantes. Los planes a largo plazo para el proyecto incluyen "blogs, mapas de crisis y edición de documentos en colaboración".
El público objetivo inicial de Briar incluye "activistas, periodistas y la sociedad civil" con planes para hacer que el sistema sea "lo suficientemente simple como para ayudar a cualquiera a mantener sus datos seguros". La capacidad de funcionar como una malla en ausencia de infraestructura de Internet también puede hacer que el proyecto sea valioso para las organizaciones de ayuda y respuesta a desastres, los desarrolladores están trabajando con Open Humanitarian Initiative y Taarifa. En última instancia, los desarrolladores pretenden crear un sistema que sea "tan simple de usar como WhatsApp, tan seguro como PGP, y que funcione si alguien rompe Internet".
El código fuente de Briar se publica como software libre y se distribuye bajo los términos de la licencia GPLv3. Fue auditado por Cure53 y elogiado en un informe entregado el 20 de marzo de 2017, y se recomendó que se le realice una segunda auditoría una vez que se complete el desarrollo.
El 21 de enero de 2022 se publicó la primera versión beta para Linux.